# 2019年8月17日カブール爆破テロ事件
2019年8月17日カブール爆破テロ事件（2019ねん8がつ17にちカブールばくはテロじけん）は、2019年8月17日、アフガニスタンのカーブルにある結婚式場で執り行われていた結婚式の最中に発生した自爆テロ事件である。この攻撃で少なくとも63人が死亡し、182人が負傷した。ISILは、爆破はシーア派をねらったものだと述べて、犯行声明を発表した。攻撃が行われたとき、1,000人以上が結婚式のために集まっていた。

## 攻撃
自爆テロは、午後10時40分（アフガニスタン時間（UTC+4:30））頃に、カブール西部で発生した。この地域は、少数派のシーア派ハザーラ人が密集する場所で、ドバイシティ結婚式場も地域内にあった。実行犯は、結婚式で数百人が建物内にいたときに、音楽家が演奏していた舞台近くの男性用区画で爆発物を爆発させた。爆発物は、金属製の球を埋め込んだ自爆ベルトが使われた。 
爆発は結婚式が始まる直前に起こった。式場の所有者によれば、1,200人以上が結婚式に招待され、シーア派とスンナ派が混ざって参加した。出席者のほとんどは民族的ハザラ人であった。新郎新婦はどちらもシーア派であり、控えめな労働者階級の家族であり、新郎は仕立て屋として働いていた。家族は、攻撃のリスクを最小限に抑えるために、結婚式のタイミングをどうやって決めるかをあらかじめ話し合っていた。 
少なくとも63人が死亡し、182人が負傷した。新郎新婦は生き残ったが、どちらも数人の家族を失った。また、犠牲者の中には多くの子供も含まれる。 
攻撃の翌日、ISILの関連組織が犯行声明を発表した。それによれば、結婚式場内での自爆テロの後、緊急車両が到着したときに自動車爆弾も爆発させたと主張している。しかし、当局は自動車爆弾による攻撃を確認していない。 
タリバンは犯行を否認し、スポークスマンはタリバンが「最も強い言葉で爆撃を非難する」と述べた。

## 反応
アフガニスタンのアシュラフ・ガニー大統領は「非人道的」で「野蛮な」攻撃を非難し、犠牲者と死亡した犠牲者の家族に対する哀悼の意を表明し、一日喪に服することを宣言した。大統領はまた、「タリバンはテロリストに活動の場を提供しているため、タリバンは非難を免れない」と言って、タリバンも攻撃に対する非難から完全に逃れることはできないと述べた。 
タリバンは攻撃の責任を否定し、非難した。 グループの広報担当者Zabiullah Mujahidは声明で、我々は「カーブルのホテル内の民間人を標的にした爆発〔ママ〕を強く非難する」と述べつつ、加えて「女性や子供を含む民間人に対するそのような野蛮で計画的な攻撃は禁止されており、正当化できない」とも述べた。 